# ABN AMRO World Tennis Tournament 2018 - Đôi xe lăn
Stéphane Houdet và Nicolas Peifer là đương kim vô địch, nhưng thua ở vòng bán kết trước Joachim Gérard và Stefan Olsson.
Gérald và Olsson là nhà vô địch, đánh bại Gordon Reid và Alfie Hewett trong trận chung kết, 7-6(7-5), 7-6(7-5).

## Hạt giống
Tất cả các hạt giống được miễn vòng tứ kết.
1. Stéphane Houdet /  Nicolas Peifer (Bán kết)
2. Gordon Reid /  Alfie Hewett (Chung kết)

## Kết quả

### Từ viết tắt
| - Q = Vòng loại - WC = Đặc cách - LL = Thua cuộc may mắn - Alt = Thay thế - SE = Miễn đặc biệt | - PR = Bảo toàn thứ hạng - w/o = Thắng nhờ đối thủ rút lui trước trận đấu - r = Bỏ cuộc giữa trận đấu - d = Bị xử thua - SR = Xếp hạng đặc biệt |

### Kết quả
|  | Tứ kết | Tứ kết                             | Tứ kết | Tứ kết | Tứ kết |  |  | Bán kết | Bán kết                        | Bán kết | Bán kết                  | Bán kết |    |  | Chung kết | Chung kết                    | Chung kết | Chung kết | Chung kết |  |
|  |        |                                    |        |        |        |  |  |         |                                |         |                          |         |    |  |           |                              |           |           |           |  |
|  | 1      | Stéphane Houdet Nicolas Peifer     |        |        |        |  |  |         |                                |         |                          |         |    |  |           |                              |           |           |           |  |
|  |        | Miễn                               |        |        |        |  |  | 1       | Stéphane Houdet Nicolas Peifer | 63      | 2                        |         |    |  |           |                              |           |           |           |  |
|  |        | Gustavo Fernández Maikel Scheffers | 6      | 4      | [5]    |  |  |         | Joachim Gérard Stefan Olsson   | 7       | 6                        |         |    |  |           |                              |           |           |           |  |
|  |        | Joachim Gérard Stefan Olsson       | 2      | 6      | [10]   |  |  |         |                                |         |                          |         |    |  |           | Joachim Gérard Stefan Olsson | 7         | 7         |           |  |
|  |        | Takashi Sanada Rubin Spaargaren    | 6      | 3      | [7]    |  |  |         |                                | 2       | Alfie Hewett Gordon Reid | 65      | 65 |  |           |                              |           |           |           |  |
|  |        | Frédéric Cattaneo Evans Maripa     | 2      | 6      | [10]   |  |  |         | Frédéric Cattaneo Evans Maripa | 1       | 4                        |         |    |  |           |                              |           |           |           |  |
|  |        | Miễn                               |        |        |        |  |  | 2       | Alfie Hewett Gordon Reid       | 6       | 6                        |         |    |  |           |                              |           |           |           |  |
|  | 2      | Alfie Hewett Gordon Reid           |        |        |        |  |  |         |                                |         |                          |         |    |  |           |                              |           |           |           |  |